# خافير صامويل
خافير صامويل (بالإنجليزية: Xavier Samuel)‏ (و. 1983 – م) هو ممثل تلفزيوني، وممثل، وممثل أفلام من أستراليا .

## التعليم
تعلم في جامعة فلندرز، وكلية روستريفور ‏

## الأفلام
- (2010) ملحمة الشفق: خسوف
- (2011) أنونيموس
- (2012) طعم
- (2013) العشق
- (2014) غضب
- (2016) السيد تشيرش

## جوائز وترشيحات
حصل على جوائز منها:
- جائزة إم تي في لأفضل معركة، عن عمل:ملحمة الشفق: خسوف (2011)
- جائزة إم تي في لأفضل معركة، عن عمل:ملحمة الشفق: خسوف (2011).

ترشح لـ:
- MTV Movie Award for Best Breakthrough Performance، عن عمل:ملحمة الشفق: خسوف (2011)
- جائزة إم تي في لأفضل معركة، عن عمل:ملحمة الشفق: خسوف (2011).

## روابط خارجية
- خافير صامويل على موقع IMDb (الإنجليزية)
- خافير صامويل على موقع ألو سيني (الفرنسية)
- خافير صامويل على موقع أول موفي (الإنجليزية)
- خافير صامويل على موقع قاعدة بيانات الأفلام السويدية (السويدية)
- خافير صامويل على موقع قاعدة بيانات الفيلم (الإنجليزية)
- خافير صامويل على موقع كينوبويسك (الروسية)